# Charovsk
Charovsk (rusky Харовск) je město ve Vologské oblasti v Ruské federaci. Při sčítání lidu v roce 2010 měl zhruba deset tisíc obyvatel.

## Poloha
Charovsk leží na jižním břehu Kubeny, zdrojnice Kubenského jezera a tím i řeky Suchony v povodí Severní Dviny. Od Vologdy, správního střediska oblasti, je Charovsk vzdálen přibližně devadesát kilometrů severně.

## Dějiny
Charovsk začal vznikat po roce 1900 při vzniku železniční tratě z Vologdy do Archangelsku. Než získal v roce 1954 spolu s povýšením na město jméno Charovsk, jmenoval se Kubino, Leščovo a Charovskij.